# París-Niça 1966
La París-Niça 1966 fou la 24a edició de la París-Niça. És un cursa ciclista que es va disputar entre el 8 i el 15 de març de 1966. La cursa fou guanyada pel francès Jacques Anquetil, de l'equip Ford France, per davant de Raymond Poulidor (Mercier-BP) i Vittorio Adorni (Salvarani). Gilbert Bellone (Mercier-BP) s'emportà la classificació de la muntanya, Gianni Marcarini (Kamome-Dilecta) guanyà la classificació per punts i el conjunt Ford France la d'equips.

## Participants
En aquesta edició de la París-Niça hi preneren part 80 corredors dividits en 10 equips: Ford France, Molteni, Mercier-BP, Pelforth-Sauvage-Lejeune, Peugeot-BP-Michelin, Televizier, Salvarani, Solo-Superia Kamome-Dilecta i Grammont-Tigra. La prova l'acabaren 44 corredors.

## Resultats de les etapes
| Etapes              | Data       | Recorregut                     | Km       | Vencedor d'etapa    | Líder de la general |
| ------------------- | ---------- | ------------------------------ | -------- | ------------------- | ------------------- |
| 1a etapa            | 8 de març  | Montereau-Auxerre              | 143.2 km | Adriano Durante     | Adriano Durante     |
| 2a etapa, 1r sector | 9 de març  | Avallon-Montceau-les-Mines     | 141 km   | Vittorio Adorni     | Eddy Merckx         |
| 2a etapa, 2n sector | 9 de març  | Montceau-les-Mines-Mâcon       | 66.5 km  | Jean-Claude Annaert | Roger Pingeon       |
| 3a etapa            | 10 de març | Mâcon-Saint-Étienne            | 175 km   | Rudi Altig          | Roger Pingeon       |
| 4a etapa            | 11 de març | Saint-Étienne-Bagnols-sur-Cèze | 205 km   | Rik van Looy        | Désiré Letort       |
| 5a etapa            | 12 de març | Bagnols-sur-Cèze-Marignane     | 157 km   | Albertus Geldermans | Désiré Letort       |
| 6a etapa, 1r sector | 13 de març | Bastia-Bastia                  | 67 km    | Luciano Armani      | Désiré Letort       |
| 6a etapa, 2n sector | 13 de març | Casta-L'Île-Rousse (CRI)       | 35.7 km  | Raymond Poulidor    | Raymond Poulidor    |
| 7a etapa            | 14 de març | L'Île-Rousse-Ajaccio           | 155 km   | Michele Dancelli    | Raymond Poulidor    |
| 8a etapa            | 15 de març | Antibes-Niça                   | 146 km   | Jacques Anquetil    | Jacques Anquetil    |

## Etapes

### 1a etapa
8-03-1966. Montereau-Auxerre, 143.2 km.
|   | Ciclista         | Equip               | Temps      |
| - | ---------------- | ------------------- | ---------- |
| 1 | Adriano Durante  | Salvarani           | 3h 36' 37" |
| 2 | Michele Dancelli | Molteni             | m. t.      |
| 3 | Eddy Merckx      | Peugeot-BP-Michelin | m. t.      |

### 2a etapa, 1r sector
9-03-1966. Avallon-Montceau-les-Mines 141 km.
|   | Ciclista        | Equip        | Temps      |
| - | --------------- | ------------ | ---------- |
| 1 | Vittorio Adorni | Salvarani    | 3h 53' 54" |
| 2 | Rik van Looy    | Solo-Superia | m. t.      |
| 3 | Arie den Hartog | Ford France  | m. t.      |

### 2a etapa, 2n sector
9-03-1966. Montceau-les-Mines-Mâcon 66.5 km.
|   | Ciclista            | Equip               | Temps      |
| - | ------------------- | ------------------- | ---------- |
| 1 | Jean-Claude Annaert | Ford France         | 1h 50' 36" |
| 2 | Paul Gutty          | Grammont-Tigra      | m. t.      |
| 3 | Roger Pingeon       | Peugeot-BP-Michelin | m. t.      |

### 3a etapa
10-03-1966. Mâcon-Saint-Étienne, 175 km.
|   | Ciclista         | Equip       | Temps      |
| - | ---------------- | ----------- | ---------- |
| 1 | Rudi Altig       | Molteni     | 4h 18' 32" |
| 2 | Jacques Anquetil | Ford France | + 3"       |
| 3 | Luciano Armani   | Salvarani   | m. t.      |

### 4a etapa
11-03-1966. Saint-Étienne-Bagnols-sur-Cèze, 205 km.
|   | Ciclista              | Equip               | Temps      |
| - | --------------------- | ------------------- | ---------- |
| 1 | Rik van Looy          | Solo-Superia        | 4h 49' 10" |
| 2 | Bernard Vandekerkhove | Ford France         | + 1"       |
| 3 | Désiré Letort         | Peugeot-BP-Michelin | + 4"       |

### 5a etapa
12-03-1966. Bagnols-sur-Cèze-Marignane, 157 km.
|   | Ciclista            | Equip        | Temps      |
| - | ------------------- | ------------ | ---------- |
| 1 | Albertus Geldermans | Molteni      | 3h 45' 57" |
| 2 | Rik van Looy        | Solo-Superia | + 52"      |
| 3 | Vittorio Adorni     | Salvarani    | m. t.      |

### 6a etapa, 1r sector
13-03-1966. Bastia-Bastia, 67 km.
|   | Ciclista        | Equip       | Temps       |
| - | --------------- | ----------- | ----------- |
| 1 | Luciano Armani  | Salvarani   | 2 h 01' 57" |
| 2 | Rudi Altig      | Molteni     | + 1' 11"    |
| 3 | Arie den Hartog | Ford France | m. t.       |

### 6a etapa, 2n sector
13-03-1966. Casta-L'Île-Rousse, 35.7 km. CRI
|   | Ciclista         | Equip       | Temps    |
| - | ---------------- | ----------- | -------- |
| 1 | Raymond Poulidor | Mercier-BP  | 49' 15"  |
| 2 | Jacques Anquetil | Ford France | + 36"    |
| 3 | Vittorio Adorni  | Salvarani   | + 1' 17" |

### 7a etapa
14-03-1966. L'Île-Rousse-Ajaccio, 155 km.
|   | Ciclista          | Equip     | Temps      |
| - | ----------------- | --------- | ---------- |
| 1 | Michele Dancelli  | Molteni   | 4h 36' 45" |
| 2 | Arnaldo Pambianco | Salvarani | + 19"      |
| 3 | Luciano Armani    | Salvarani | + 38"      |

### 8a etapa
15-03-1966. Antibes-Niça, 167 km.
Arribada situada al Passeig dels Anglesos. Anquetil ataca de forma contínua a Poulidor a la Tourette fins que aconsegueix anar-se'n en solitari fins a la meta per a guanyar l'etapa i la seva cinquena i darrera París-Niça.
|   | Ciclista         | Equip               | Temps      |
| - | ---------------- | ------------------- | ---------- |
| 1 | Jacques Anquetil | Ford France         | 4h 12' 41" |
| 2 | Winfried Boelke  | Peugeot-BP-Michelin | + 1' 17"   |
| 3 | Huub Zilverberg  | Televizier          | + 1' 20"   |

## Classificacions finals

### Classificació general
|    | Ciclista          | Equip                    | Temps       |
| -- | ----------------- | ------------------------ | ----------- |
| 1  | Jacques Anquetil  | Ford France              | 34h 02' 01" |
| 2  | Raymond Poulidor  | Mercier-BP               | + 48"       |
| 3  | Vittorio Adorni   | Salvarani                | + 1' 47"    |
| 4  | Eddy Merckx       | Peugeot-BP-Michelin      | + 2' 03"    |
| 5  | Arie den Hartog   | Ford France              | + 2' 41"    |
| 6  | Rudi Altig        | Molteni                  | + 3' 10"    |
| 7  | Paul Gutty        | Grammont-Tigra           | + 3' 46"    |
| 8  | Désiré Letort     | Peugeot-BP-Michelin      | + 4' 32"    |
| 9  | Roger Milliot     | Pelforth-Sauvage-Lejeune | + 4' 52"    |
| 10 | Arnaldo Pambianco | Salvarani                | + 6' 28"    |

## Evolució de les classificacions
| Etapa (Vencedor)                          | Classificació general |
| ----------------------------------------- | --------------------- |
| 0Etapa 1 (Adriano Durante)                | Adriano Durante       |
| 0Etapa 2, 1r sector (Vittorio Adorni)     | Eddy Merckx           |
| 0Etapa 2, 2n sector (Jean-Claude Annaert) | Roger Pingeon         |
| 0Etapa 3 (Rudi Altig)                     | Roger Pingeon         |
| 0Etapa 4 (Rik van Looy)                   | Désiré Letort         |
| 0Etapa 5 (Albertus Geldermans)            | Désiré Letort         |
| 0Etapa 6, 1r sector (Luciano Armani)      | Désiré Letort         |
| 0Etapa 6, 2n sector (Raymond Poulidor)    | Raymond Poulidor      |
| 0Etapa 7 (Michele Dancelli)               | Raymond Poulidor      |
| 0Etapa 8 (Jacques Anquetil)               | Jacques Anquetil      |